# Хмелёво (Уренский район)
Хмелёво — деревня в Уренском районе Нижегородской области. Входит в состав Семёновского сельсовета.

## География
Деревня находится на расстоянии примерно 15 км (по прямой) к юго-западу от города Урень, административного центра района.

### Часовой пояс
Деревня Хмелёво, как и вся Нижегородская область, находится в часовой зоне МСК (московское время). Смещение применяемого времени относительно UTC составляет +3:00.

## История
Деревня впервые упоминается в 1723 году. В 1790 году принадлежала генеральше Долгоруковой, в 1846 году — владение сестёр Авдотьи Демидовой, Аграфены Дурново и Марьи Глушковой. Население было старообрядцами. В советское время работал колхоз «Дружные ребята».

## Население
| 2002 | 2010 |
| ---- | ---- |
| 24   | ↘12  |

### Национальный состав
Согласно результатам переписи 2002 года, в национальной структуре населения русские составляли 100 % из 24 чел.